# ديف سوتر
ديف سوتر (بالإنجليزية: Dave Souter)‏ هو لاعب كرة قدم بريطاني في مركز ظهير ‏، ولد في 30 مارس 1940 في دندي في المملكة المتحدة، وتوفي في 11 مارس 2020. لعب مع دندي يونايتد.